# Júlio Almeida
Julio Antonio de Souza e Almeida (Rio de Janeiro, 23 de setembro de 1969) é um militar e atirador esportivo do Brasil.

## Carreira
Julio é coronel e piloto da Força Aérea Brasileira.
Em 2007 foi medalha de prata nos Jogos Pan-Americanos do Rio de Janeiro.
Em 2010 conquistou três medalhas no Campeonato Mundial de Tiro Esportivo: bronze na categoria de pistolas a 25 metros, prata na categoria fogo central e ouro no fogo central por equipe.
Integrou a equipe de tiro desportivo que disputou os Jogos Pan-Americanos de 2015 em Toronto, no Canadá.